# Tinskaia
Tinskaia (en rus: Тинская) és un poble del krai de Krasnoiarsk, a Rússia, segons el cens del 2010 tenia 233 habitants. Pertany al districte municipal d'Aguínskoie.